# Kalkloch
Der Kalkloch ist ein See bei Ferdinandshof im Landkreis Vorpommern-Greifswald in Mecklenburg-Vorpommern.
Das etwa fünf Hektar große Gewässer befindet sich im Gemeindegebiet von Ferdinandshof, 2,5 Kilometer westlich vom Ortszentrum entfernt. Der verfügt über keine natürlichen Zu- oder Abflüsse. Die maximale Ausdehnung des Kalkloches beträgt etwa 490 mal 200 Meter.